# كيلي ويليس
كيلي ويليس (بالإنجليزية: Kelly Willis)‏ هي مغنية ومغنية مؤلفة أمريكية، ولدت في 2 أكتوبر 1968.

## وصلات خارجية
- الموقع الرسمي
- كيلي ويليس على موقع IMDb (الإنجليزية)
- كيلي ويليس على موقع ألو سيني (الفرنسية)
- كيلي ويليس على موقع ميوزك برينز (الإنجليزية)
- كيلي ويليس على موقع قاعدة بيانات الأفلام السويدية (السويدية)
- كيلي ويليس على موقع أول ميوزيك (الإنجليزية)
- كيلي ويليس على موقع ديسكوغز (الإنجليزية)
- كيلي ويليس على موقع قاعدة بيانات الفيلم (الإنجليزية)
- كيلي ويليس على موقع كينوبويسك (الروسية)